# فاشیسم در آمریکای شمالی

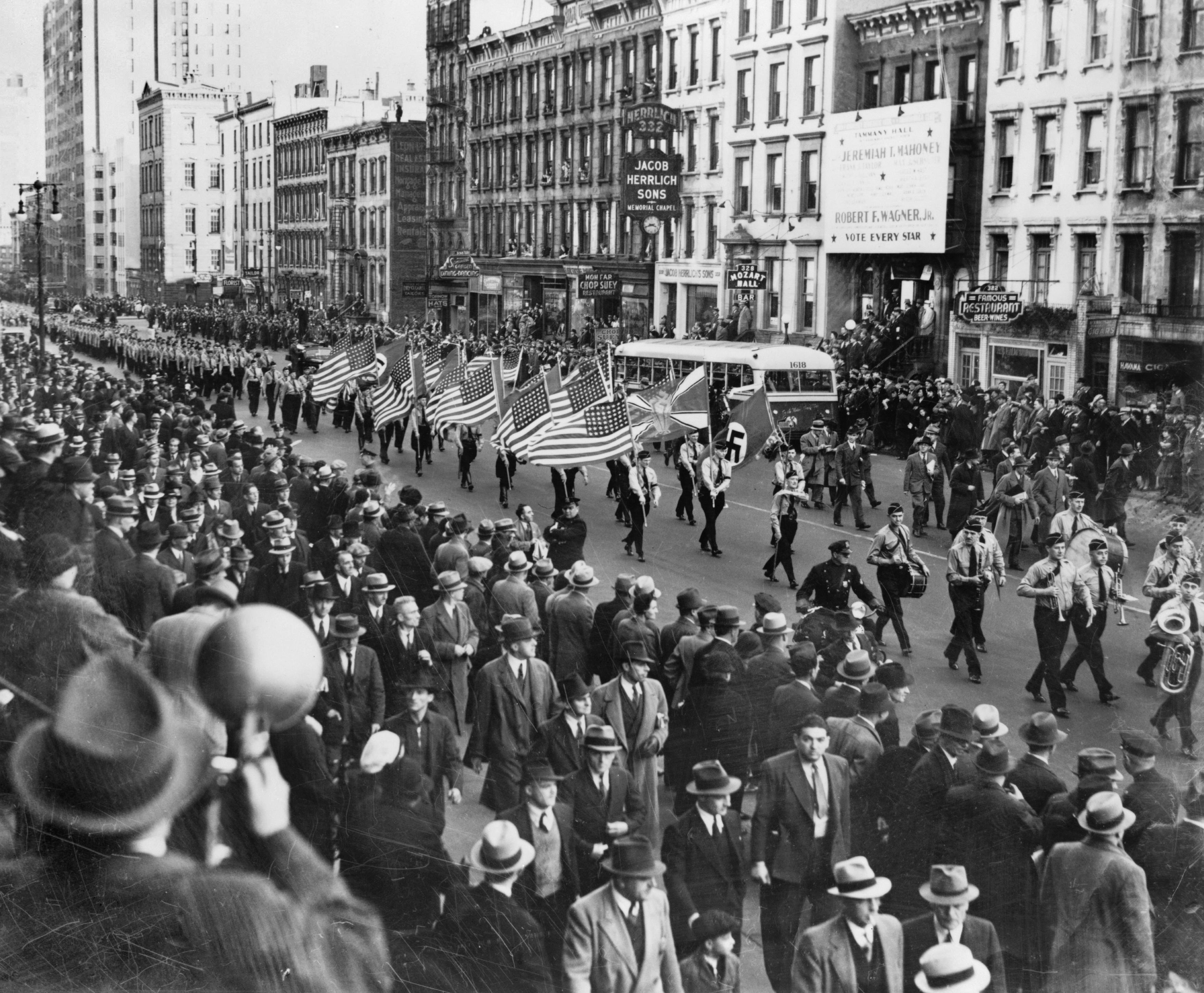
رژه بوند آمریکایی آلمانی که در خیابان ۸۶ شرقی، شهر نیویورک، اکتبر ۱۹۳۹ انجام گرفت.

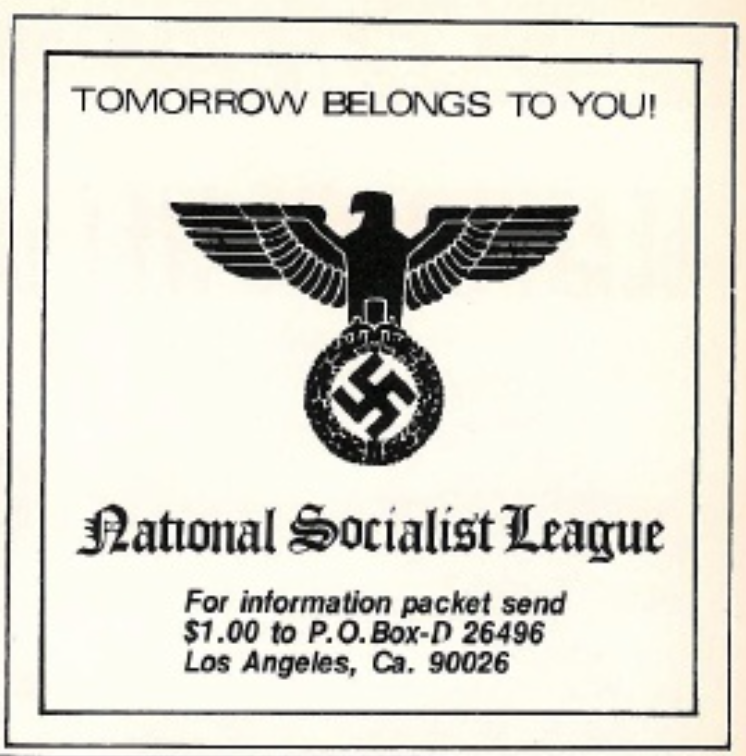
نمونه ای از فاشیسم در آمریکا

فاشیسم در آمریکای شمالی (به انگلیسی: Fascism in North America) از مجموعه‌ای از جنبش‌های سیاسی مرتبط در کانادا، ایالات متحده، مکزیک و جاهای دیگر تشکیل شده‌است که انواع فاشیسم است. جنبش‌های فاشیستی در آمریکای شمالی برخلاف همتایان خود در اروپا هرگز قدرت را درک نکردند. اگرچه تعریف ژئوپلیتیک از آمریکای شمالی متفاوت است، اما به دلیل سهولت در نظر گرفته می‌شود که شامل آمریکای مرکزی و کارائیب باشد، جایی که انواع فاشیست نیز در آن شکوفا شده‌است.

## کانادا
در کانادا، فاشیسم بین دو حزب اصلی سیاسی تقسیم شد. اتحادیه فاشیست‌های کانادایی مستقر در وینیپگ از اتحادیه فاشیست‌های انگلیس و به رهبری چاک کریت الگو گرفته شد. حزب اجتماعی ملی که بعداً به حزب وحدت ملی سوسیالیست کانادا تغییر نام یافت، توسط آدرین آرکاند تأسیس شد و از نازیسم الهام گرفت. اتحادیه فاشیست‌های کانادا در انگلیس کانادا هرگز به آن محبوبیتی نرسید که کرتیون اجتماعی ملی حزب در کبک از آن برخوردار بود. اتحادیه فاشیست‌های کانادا بر مسائل اقتصادی متمرکز بودند در حالی که مسیحیان ملی حزب حزب بر موضوعات نژادپرستانه تمرکز داشتند. نفوذ جنبش فاشیستی کانادایی در دوران رکود بزرگ به اوج خود رسید و از آن به بعد کاهش یافت.

## کارائیب

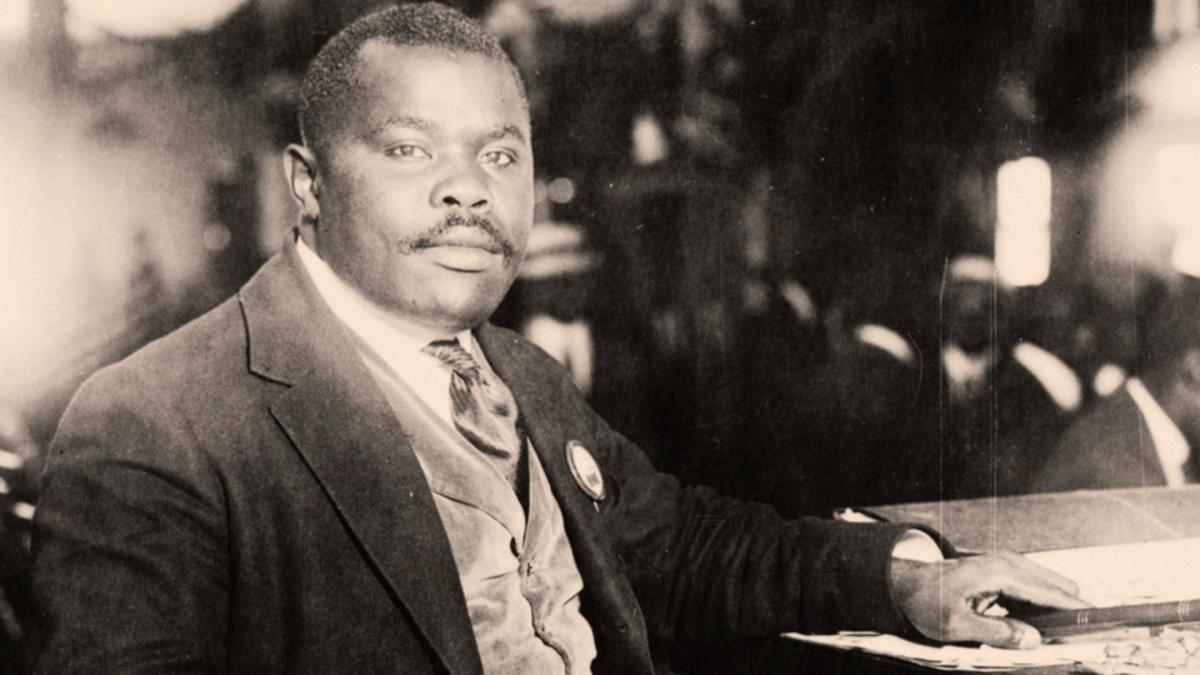
مارکوس گاروی

فاشیسم نیز یکی از ویژگیهای نادر سیاست در این منطقه بوده‌است، نه تنها به همان دلایلی که در آمریکای مرکزی وجود دارد، بلکه همچنین به دلیل ادامه استعمار پس از دوره اصلی فاشیسم در بیشتر مناطق است. با این وجود جنبش‌های فالانژیست در کوبا فعال بوده‌اند، به ویژه تحت سلطه آنتونیو آواندانو و آلفونسو سرانو ویلااریو از سال ۱۹۳۶ تا ۱۹۴۰. یک حزب نازی کوبا نیز فعال بود اما این گروه، که تلاش کرد نام خود را به " حزب ستون پنجم " تغییر دهد، در سال ۱۹۴۱ ممنوع شد. همانند کوبا، گروه‌های فالانژیست نیز به ویژه در طول جنگ جهانی دوم، هنگامی که شاخه ای قوی از ۸۰۰۰ مورد بررسی FBI قرار گرفت، در پورتوریکو فعال بوده‌اند.
پشتیبانی از انواع مختلف فاشیسم نیز به‌طور خلاصه در دهه ۱۹۳۰ در جامائیکا انگلیس وارد شد. گرچه مارکوس گاروی در آن دهه در لندن مستقر بود، اما همچنان یک شخصیت مهم سیاسی در این جزیره بود که اغلب محل زندگی وی بوده‌است. در اوایل دهه ۱۹۳۰ گاروی تحسین شدید خود را نسبت به بنیتو موسولینی ابراز داشت و اظهار داشت که «ما اولین فاشیست‌ها بودیم» و عضویت انضباط و نظم پیروان موسولینی را با نظریه شخصی خود مقایسه می‌کند. گاروی پس از حمله ایتالیا به حبشه در سال ۱۹۳۵ نظر خود را تغییر داد و به زودی موسولینی را به عنوان «یک ستمگر، یک قلدر، و یک فرد غیر مسئول» محکوم کرد.

## آمریکای مرکزی
تسلط سیاست‌های راست‌گرا در آمریکای مرکزی توسط پوپولیسم و ارتش باعث شده‌است که فضای کمی برای توسعه جنبش‌های مناسب فاشیستی وجود داشته باشد. رهبر آمریکای مرکزی که نزدیک به یک فاشیست مهم داخلی بود، آرنولفو آریاس از پاناما بود که در طی دهه ۱۹۴۰، به شدت مورد تحسین فاشیسم ایتالیا قرار گرفت و پس از صعود به ریاست جمهوری در ۱۹۴۰ طرفدار آن بود.
به عنوان یک جنبش جزئی، حزب نازی در میان مهاجران آلمانی در السالوادور، جایی که دولت فعالیت‌های شدید را آغاز کرد، و گواتمالا، که حزب نازی و جوانان هیتلر را در ماه مه 1939. آنها همچنین در نیکاراگوئه سازماندهی کردند، گرچه فالانگیسم از اهمیت بیشتری برخوردار بود، به ویژه در آمرسکای مرکزی در ماناگوئه که این مارک فاشیسم در دهه ۱۹۳۰ شکوفا شد.

## کاستاریکا
در دولتهای لئون کورتس کاسترو و رافائل آنگل کالدرون گاردیا به وجود شخصیتهای دلسوز نازیسم در پستهای بالای سیاسی اشاره شده‌است. به ویژه کورتس (که مدتی را در آلمان نازی گذراند) از زمان کاندیداتوری ریاست جمهوری به عنوان هوادار مشهور بود.
در دهه ۱۹۳۰، جنبشی دلسوز به نازیسم در میان جامعه بزرگ آلمانی منشأ گرفت. طرفداران نازیسم در کلوپ آلمان دیدار می‌کردند. در سال ۲۰۰۵ یک بنای یادبود نازی در کارتاگو پیدا شد که مربوط به دهه ۱۹۳۰ است، در منطقه ای کوهستانی با دسترسی دشوار و روی یک سفره آبدار ساخته شده‌است. از زمان اعلام جنگ به رایش سوم توسط کاستاریکا در دوره ریاست جمهوری کالدرون گاردیا، بسیاری از شهروندان و ساکنان آلمانی و ایتالیایی‌تبار زندانی شدند و املاک آنها ملی شد، حتی اگر اکثریت قریب به اتفاق هیچ ارتباطی با نازیسم یا فاشیسم نداشتند. ریشه‌های اعتقادی نژادپرستی و ادعاهای برتری نژادی اروپا در کاستاریکا منشأ قبلی دارد، به عنوان مثال در میان نوشته‌های نژادپرستانه دانشمند کاستاریکا، کلودومیرو پیکادو توایت.

## مکزیک
در سال ۱۹۲۲، حزب فاشیست مکزیک توسط گوستاوو سانز دسیسیلیا تأسیس شد. فاشیستهای ایتالیا با نگرانی از این مهم دیدن کردند، سفیر ایتالیا در سال ۱۹۲۳ اظهار داشت که «این حزب چیزی غیر از تقلید بد ما نبود».
اتحادیه ملی سلطنت‌طلب در سال ۱۹۳۷ توسط خوزه آنتونیو اورکیزا تأسیس شد. این گروه برخی از اولترا ناسیونالیسم پالینژنتیک را در هسته فاشیسم به نمایش گذاشت زیرا در پی تجدید حیات جامعه به دور از آنارشیسم، کمونیسم، سوسیالیسم، لیبرالیسم، فراماسونری، سکولاریسم و آمریکاییسم بود که به نظر آنها بر مکزیک مسلط است. با فاشیسم اروپایی تفاوت داشت اما ماهیت آن بسیار کاتولیک رومی بود. اگرچه حمایت از صنفی اتحادیه ملی سلطنت‌طلب مسلماً بیش از حد بود ضدانقلابی در نظر گرفته شود واقعاً فاشیستی است.
یک گروه مشابه، پیراهن‌های طلا، که در سال ۱۹۳۳ توسط نیکولاس رودریگز کاراسکو تأسیس شد، برخی از مشخصات بارز فاشیسم را نیز به همراه داشت.
یک Falange Española Tradicionalista نیز در مکزیک توسط بازرگانان اسپانیایی مستقر در آنجا شکل گرفت که مخالف حمایت مداوم طرف‌های جمهوریخواه در جنگ داخلی اسپانیا توسط لازارو کاردناس بودند. با این حال این گروه در خارج از این جمعیت مهاجر نه به دنبال نفوذ بودند و نه نفوذ داشتند. یک حزب ناسیونال سوسیالبست روسیه نیز فعال بود که بیشتر ۱۵٬۰۰۰ عضو آن از نژاد آلمانی بودند.
جبهه ملی‌گرای مکزیک که یک گروه مدرن تر است، در سال ۲۰۰۶ توسط خوان کارلوس لوپز لی در سان لوئیس پوتوسی تأسیس شد. این ایدئولوژی Reconquista را به شدت ترویج کرده‌است.

## ایالات متحده

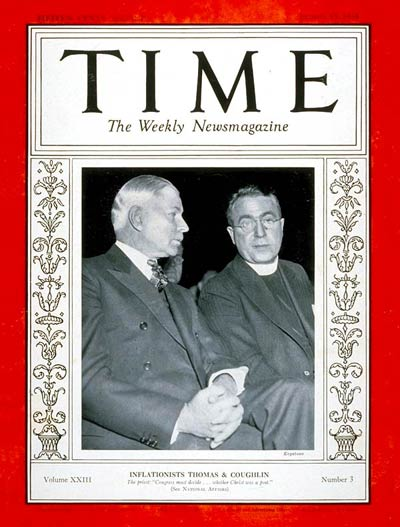
چارلز کاگلین (راست) در مجله تایم ۱۹۳۴

روشنفکران آمریکایی توجه قابل توجهی به موسولینی داشتند، اما تعداد کمی از آنها طرفدار وی شدند. وی در جامعه آمریکایی ایتالیا از حمایت مردمی برخوردار بود.
در طی دهه ۱۹۳۰ ویرجیل افینگر رهبری لژیون سیاه شبه نظامی، شاخه ای خشن از Ku Klux Klan را که به دنبال انقلابی برای استقرار فاشیسم در ایالات متحده بود، انجام داد. اگرچه لشکر سیاه مسئولیت تعدادی از حملات را بر عهده داشت، اما بسیار یک گروه مبارز پیرامونی بود. از اهمیت بیشتری لژیون نقره ای آمریکا که در سال ۱۹۳۳ توسط ویلیام دادلی پلی تأسیس شد و بوند آمریکایی آلمانی، که در همان سال از میان گروه‌های قدیمی تر، از جمله دوستان آلمان جدید و جامعه آزاد توتونیا ظهور کرد. هر دوی این گروه‌ها به الهام از نازیسم نگاه می‌کردند.
در حالی که این گروه‌ها از حمایت‌هایی برخوردار بودند، اما عمدتاً محیطی بودند. یک رهبر برجسته تر، پدر چارلز کاولین، در آن زمان نگرانی برخی از چپ‌ها را برانگیخت. کاولین، که علناً فاشیسم را تأیید می‌کرد، به دلیل موقعیت کشیش خود قادر به درگیر شدن در سیاست‌های فعال نبود. ناشران سوارد کالینز، صداپیشگی رابرت هنری هنری بست، مخترع جو مک ویلیامز و نویسنده عزرا پوند از دیگر فاشیست‌های فعال در ایالات متحده بودند.
در سال ۱۹۶۶، سناتور جمهوری‌خواه توماس کوچل در مورد جنبش محافظه کار گفت: "یک فرقه سیاسی متعصب نئو فاشیست در حزب جمهوری‌خواه، که توسط ترکیبی عجیب از نفرت خورنده و ترس بیمار کننده هدایت می‌شود، که بی پروا تصمیم دارند یا حزب ما را کنترل کنند، یا آن را نابود کنند. "
از دیدگاه جیسون استنلی، فیلسوف، برتری سفیدپوستان در ایالات متحده نمونه ای از سیاست سلسله مراتبی فاشیستی است، به این معنا که «یک سلسله مراتب همیشگی را می‌طلبد و به آن اشاره دارد» که در آن سفید پوستان بر غیر سفیدپوستان تسلط دارند و آنها را کنترل می‌کنند.
تعداد فزاینده ای از دانشمندان استدلال می‌کنند که سبک سیاسی دونالد ترامپ شبیه رهبران فاشیست است، که از مبارزات انتخاباتی وی در سال ۲۰۱۶ آغاز می‌شود، همچنان که در دادگاه برای افراط گرایان راست افراطی ظاهر شد، ادامه می‌یابد، و اوج آن در حمله ژانویه ۲۰۲۱ به پایتخت ایالات متحده بود. همان‌طور که این وقایع رخ داد، برخی از مفسران که در ابتدا در برابر استفاده از این برچسب در برابر ترامپ مقاومت کرده بودند، از آن حمایت کردند، از جمله محقق حقوقی استیون جی کالابرسی و مفسر محافظه کار مایکل گرسون. پس از حمله به پایتخت، مورخ فاشیسم رابرت او پاکستون تا آنجا پیش رفت که اظهار داشت ترامپ علی‌رغم مخالفت قبلی اش با استفاده از این اصطلاح، فاشیست است. دیگر مورخان فاشیسم مانند راجر گریفین، استنلی پین و ریچارد جی ایوانس همچنان اختلاف نظر دارند که فاشیسم اصطلاحی مناسب برای توصیف سیاست‌های ترامپ است.

## جنگ جهانی دوم
در طول جنگ جهانی دوم، ابتدا کانادا و سپس ایالات متحده با نیروهای محور درگیر شدند، و به عنوان بخشی از تلاش‌های جنگی، آنها جنبش‌های فاشیستی را در مرزهای خود سرکوب کردند، جنبش‌هایی که قبلاً با درک گسترده مردم از ستون‌ها پنجم تضعیف شده بودند.. این سرکوب شامل دستگیری رهبران فاشیست، انحلال سازمانهای فاشیستی، سانسور تبلیغات فاشیستی و تبلیغات گسترده دولت علیه فاشیسم بود. در ایالات متحده این در دادگاه بزرگ فتنه در سال ۱۹۴۴ به وقوع پیوست که در آن جورج سیلوستر ویرک، لارنس دنیس، الیزابت دیلینگ، ویلیام دادلی پلی، جو مک ویلیامز، رابرت ادوارد ادموندسون، جرالد وینرود، ویلیام گریفین و به‌طور غیابی، اولریش فلایشهاور همه بودند. برای کمک به هدف نازی‌ها محاکمه شود.

## گروه‌های برجسته نئو فاشیست و نئونازی

### ایالات متحده
- جبهه آمریکایی: یک سازمان چتری.
- حزب نازی آمریکا: این گروه توسط جورج لینکلن راکول در سال ۱۹۵۹ تأسیس شد و در بنیاد اتحادیه جهانی ناسیونال سوسیالیست‌ها نقش اساسی داشت.
- اخوان آریایی: یک باند زندان.
- ملل آریایی: یک سازمان هویت مسیحی توسط ریچارد گیرنت باتلر تأسیس شد.
- بخش Atomwaffen: یک سازمان تروریستی شبه نظامی نئونازی است که به دلیل کشتن ۸ نفر مشهور است، به ویژه قتل Blaze Bernstein.
- انتگرالیسم کاتولیک: جنبش مذهبی نئو فاشیستی مبتنی بر همدردی با رژیمهای فاشیست کاتولیک سالازار و فرانکو و تمایل به جایگزینی لیبرال دموکراسی با اقتدارگرایی تئوکراتیک.
- جنبش خلاقیت: آیین جدایی طلب سفیدپوستان.
- اتحاد ملی: در سال ۱۹۷۴ توسط ویلیام لوتر پیرس، نویسنده کتاب خاطرات ترنر تأسیس شد.
- حزب رنسانس ملی: از غیبباور جیمز اچ Madole.
- جنبش ملی سوسیالیست: در سال ۱۹۷۴ شکل گرفت.
- حزب سوسیالیست ملی آمریکا: در سال ۱۹۷۰ توسط فرانک کالین تأسیس شد.
- حزب حقوق ایالت‌های ملی: در سال ۱۹۵۸ توسط جی بی استونر تأسیس شد.
- نظم جدید: به رهبری مت کوهل با هدف توسعه دین مبتنی بر نازیسم.
- The Order: یک گروه انقلابی است که در سال ۱۹۸۳ توسط رابرت جی ماتیوز تأسیس شد
- جبهه پاتریوت: جنبش ملی گرایانه راست گرای آمریکایی که توسط توماس روسو به عنوان شاخه ای از پیشتاز آمریکا بنیانگذاری شد.
- پسران مغرور: یک گروه مبارز راست افراطی که با ناسیونالیسم سفیدپوست ارتباط دارد.[۳۰][۳۱][۳۲]
- Stormfront: یک وب سایت ملی‌گرای سفید.
- نظم جهانی: توسط جیمز میسون تأسیس شد و به شدت تحت تأثیر چارلز مانسون قرار گرفت.
- Vanguard America: تأسیس شده توسط Dillion Irizarry، بخشی از جبهه ملی و راست گرایان.
- Volksfront: یک گروه سفیدپوست قدرت سفید به رهبری Randall Krager.
- مقاومت سفید آریایی: سازمانی به شدت نژادپرستانه به رهبری تام متزگر.
- حزب میهن‌پرست سفید: گروهی در سال ۱۹۸۰ تأسیس شد.

### کانادا
- انجمن بیان آزاد کانادا، تأسیس شده توسط پاول فروم در سال ۱۹۸۱.
- میراث جبهه، در سال ۱۹۸۹ تأسیس شد و در سال ۲۰۰۵ منحل شد.
- حزب ناسیونال-سوسیالیست کانادا که توسط تری ترمین در سال ۲۰۰۶ تأسیس شد.
- حزب ملی‌گرای کانادا، در سال ۱۹۷۷ توسط دون اندروز تأسیس شد.
- حزب گارد غربی، شاخه ای افراطی از انجمن ادموند بورک که در سال ۱۹۶۷ تأسیس شد.